# بوبي بيكر (ممثلة)
بوبي بيكر (بالإنجليزية: Bobbi Baker)‏ هي ممثلة أمريكية، ولدت في 8 يوليو 1981 في رالي في الولايات المتحدة.

## أعمال

### أفلام
- (2009) ماديا ذهبت إلى السجن